# Ferdynand Romankiewicz
Ferdynand Romankiewicz (ur. 1944) – polski inżynier, wykładowca akademicki, profesor nauk technicznych, prorektor Politechniki Zielonogórskiej i Uniwersytetu Zielonogórskiego.

## Życiorys
W 1969 ukończył studia na Wydziale Odlewnictwa Akademii Górniczo-Hutniczej w Krakowie. W 1973 uzyskał stopień naukowy doktora nauk technicznych uzyskał na Politechnice Wrocławskiej. Habilitował się w 1984 na Politechnice Częstochowskiej na podstawie rozprawy zatytułowanej Modyfikacja miedzi i jej niektórych stopów w warunkach procesu metalurgicznego. Tytuł profesora nauk technicznych otrzymał 29 marca 1996.
Od 1974 związany z zielonogórskimi uczelniami. Był dziekanem Wydziału Mechanicznego WSI oraz UZ. Zajmował stanowisko prorektora Politechniki Zielonogórskiej (1996–2001) i prorektora Uniwersytetu Zielonogórskiego (2001–2005). Był stypendystą m.in. Fundacji Alexandra von Humboldta, a także ekspertem Państwowej Komisjo Akredytacyjnej. Został członkiem rady programowej „Archiwum Technologii Maszyn i Automatyzacji” oraz komitetu naukowego „Archives of Foundry Engineering”. Opatentował 29 wynalazków, w tym 7 za granicą.
W pracy naukowej specjalizuje się w takich dziedzinach jak metaloznawstwo i obróbka cieplna, odlewnictwo, technologia maszyn.

## Odznaczenia i wyróżnienia
- Krzyż Komandorski Orderu Odrodzenia Polski (2011)[4]
- Krzyż Oficerski Orderu Odrodzenia Polski (2000)[5]
- Krzyż Kawalerski Orderu Odrodzenia Polski (1989)[2]
- Srebrny Krzyż Zasługi (1978)[2]
- Medal Komisji Edukacji Narodowej (1997)[2]